# 蒙德拉戈内
蒙德拉戈内（義大利語：Mondragone），是意大利卡塞塔省的一个市镇。总面积54平方公里，人口27142人，人口密度502.6人/平方公里（2009年）。ISTAT代码为061052。